# Joe Tomane

a Compétitions nationales et continentales officielles uniquement.

b Matchs officiels uniquement.
Dernière mise à jour le 17 juillet 2024.
Joseph « Joe » Tomane, né le 11 février 1990 à Palmerston North (Nouvelle-Zélande), est un joueur international australien de rugby à XV d'origine néo-zélandaise évoluant au poste d'ailier ou de centre. Il mesure 1,90 m pour 115 kg.

## Jeunesse
Joe Tomane nait en Nouvelle-Zélande de parents d'ascendance samoane et cookienne. Sa famille émigre à Brisbane en Australie alors qu'il est âgé de trois ans.
Durant son lycée, il joue au rugby à XIII et évolue aux côtés d'Israel Folau, Antonio Winterstein ou encore Chris Sandow.
Par la suite, il découvre le Rugby à XV  et il est rapidement sélectionné avec la sélection des moins de 18 ans australienne, aux côtés de joueurs comme James O'Connor ou Matt Toomua.

## Carrière

### En club
En 2008, à seulement 18 ans, Joe Tomane commence sa carrière professionnelle en rugby à XIII en National Rugby League avec le club des Melbourne Storm. Il y fait deux très bonnes saisons où il inscrit onze essais, une pénalité et seize transformations, soit un total de 78 points en 18 matchs. Il poursuit ensuite sa carrière aux Gold Coast Titans pendant deux saisons avant de changer de code et passer au Rugby à XV.
Il fait ses débuts dans le Super 15 en 2012 avec les Brumbies. Il s'impose assez rapidement comme un titulaire indiscutable au poste d'ailier grâce à ses qualités, combinant vitesse et puissance physique.
En 2016, il rejoint le club français du Montpellier en Top 14, où il retrouve certains de ces anciens coéquipiers aux Brumbies comme Jesse Mogg ou Nic White. Jake White le repositionne alors au poste de centre. En 2018, il n'est pas conservé et quitte le club après deux saisons passées avec l'équipe héraultaise. 
Il signe dans la foulée un contrat avec la province irlandaise du Leinster évoluant en Pro14. Il joue deux saisons avec la franchise dublinoise, où il est principalement utilisé en doublure des internationaux irlandais, et avec qui il remporte deux titres de Pro14,.
Laissé libre par le Leinster en juin 2020, il rejoint en 2021 le championnat japonais et les Ricoh Black Rams,. 
En juin 2022, il effectue son retour en France, et rejoint le Biarritz olympique en Pro D2 pour un contrat de deux saisons. Peu utilisé lors de sa première saison (neuf matchs), il quitte finalement le club basque un an avant le terme de son contrat.
Il fait alors son retour au rugby à XIII, et s'engage aux Souths Logan Magpies (en) pour la saison 2024 de Queensland Cup,.

### En équipe nationale
Il obtient sa première cape internationale le 5 juin 2012 à l'occasion d'un test-match contre l'équipe d'Écosse à Newcastle.
Joe Tomane fait partie du groupe australien sélectionné pour participer à la Coupe du monde 2015 en Angleterre. Il ne joue qu'une seule rencontre lors de la compétition, face à l'Uruguay, et inscrit un essai.

## Palmarès

### En club
- Finaliste du Super Rugby en 2013 avec les Brumbies.
- Finaliste du Top 14 en 2018 avec Montpellier.

- Vainqueur du Pro14 en 2019 et 2020 avec le Leinster
- Finaliste de la Coupe d'Europe en 2019 avec le Leinster.

### En équipe nationale
- Vainqueur du Rugby Championship en 2015 avec l'Australie.

## Statistiques

### En équipe nationale
Joe Tomane compte 17 sélections avec les Wallabies, depuis le 5 juin 2012 à l’occasion d’un test-match contre l'équipe d'Écosse à Newcastle.
Parmi ces sélections, il compte cinq sélections en Rugby Championship  où il participe à trois éditions, en 2013, 2014 et 2015.
Il participe à la coupe du monde 2015, participant à une rencontre, face à l'Uruguay, rencontre où il inscrit un essai.